# Cop Land
Cop Land és una pel·lícula estatunidenca de 1997. Escrita i dirigida per James Mangold, la cinta és un drama policíac protagonitzat per Sylvester Stallone, Harvey Keitel, Ray Liotta i Robert De Niro. Ha estat doblada al català.

## Argument
Murray 'Superboy' Babitch (Michael Rapaport), un oficial de la policia de Nova York, condueix de tornada a casa mentre fosqueja a la ciutat. Quan està en el pont, el seu cotxe rep un cop de dos individus. Furiós, Murray accelera per atrapar-los i, en aconseguir-los, l'estan apuntant amb una pistola. Per instint, agafa la seva pròpia arma, dispara, i veu com tots dos s'estavellen i moren. En un instant, el pont es ple de policies, entre els quals està l'oncle de Babitch, Ray Donlan (Keitel) que, en revisar el cotxe, descobreix que l'objecte amb què l'apuntaven era un cadenat. Mentrestant Freddy Heflin (Stallone), el Xèrif de Garrison (un poble de Nova Jersey), és qui ostenta l'autoritat, però els policies de la gran ciutat que viuen al petit poble, són els que manen i dicten les seves regles. El cas ha envaït els mitjans de comunicació, per la qual cosa l'investigador d'assumptes interns Moe Titllin (De Niro), ha d'intervenir.

## Repartiment
| Actor                | Personatge                                   |
| -------------------- | -------------------------------------------- |
| Sylvester Stallone   | Xèrif Freddy Heflin                          |
| Harvey Keitel        | Tinent Ray Donlan                            |
| Ray Liotta           | Oficial Gary 'Figgsy' Figgis                 |
| Robert De Niro       | Tinent Moe Titllin                           |
| Peter Berg           | Oficial Joey Randone                         |
| Janeane Garofalo     | Cadet Cindy Betts                            |
| Robert Patrick       | Oficial Jack Rucker                          |
| Michael Rapaport     | Oficial Murray 'Superboy' Babitch            |
| Annabella Sciorra    | Liz Randone                                  |
| Noah Emmerich        | Cadet Bill Geisler                           |
| Cathy Moriarty       | Rose Donlan                                  |
| John Spencer         | Detectiu Leo Crasky                          |
| Frank Vincent        | Vincent Lassaro                              |
| Malik Yoba           | Detectiu Carson                              |
| Arthur J. Nascarella | Detectiu Frank LaGunda                       |
| Edie Falco           | Berta                                        |
| Victor Williams      | Russell                                      |
| Paul Calderon        | Hector el Metge                              |
| Nick Nolte           | Detectiu Policia de NY (no surt als crèdits) |
| Method Man           | Shondel                                      |

## Rebuda
La cinta es va estrenar en el Teatre Ziegfeld a Nova York el 6 d'agost de 1997. Alguns dels membres de l'elenc de la pel·lícula van assistir, incloent-hi Sylvester Stallone, Harvey Keitel, Ray Liotta, Annabella Sciorra, Cathy Moriarty i Michael Rapaport.
La interpretació de Stallone (va augmentar de pes per al paper), va ser ben rebuda per la crítica, ja que és totalment contrària a l'estereotip de "estrella d'acció" que s'havia creat al llarg de la seva carrera amb cintes com Rambo o Demolition Man. Stallone no va obtenir la nominació als Oscar, però la seva actuació va ser considerada com la millor que havia dirigida des de Rocky (1976). El Festival Internacional de Cinema d'Estocolm li va atorgar el premi al Millor Actor.
Cop Land també es va projectar en la 54 edició del Festival de Cinema de Venècia. La pel·lícula va ser convidada a la competència principal del Festival de Cinema de Cannes, però Miramax va declinar la invitació a causa dels reenregistraments que es necessitaven per a la pel·lícula, incloent imatges de Stallone amb 20 quilos més de pes.

## Al voltant de la pel·lícula
- Sylvester Stallone es va comprometre tant amb el personatge que es va engreixar 20 quilos per donar realisme a la seva interpretació. També va rebre un salari bastant mínim comparat amb els seus anteriors treballs, només 60.000 dòlars.[3]
- Originalment, Ray Liotta va ser considerat per al paper del Xèrif Freddy Heflin, mentre que Sylvester Stallone per al paper de Gary "Figgsy" Figgis.
- Molts dels actors posteriorment van aparèixer en la sèrie de televisió Els Soprano que també té lloc a Nova Jersey, incloent Annabella Sciorra, Edie Falco, Frank Vincent, Robert Patrick, Frank Pellegrino, John Ventimiglia, Arthur J. Nascarella, Bruce Altman, Janeane Garofalo, Paul Herman i Tony Sirico.[3]
- L'escena dels entrepans en l'oficina de Moe Titllin (De Niro), va serel primer dia de filmació de Stallone. Els sandwiches, que eren per a l'esmorzar dels actors, van ser improvisats a l'escena per De Niro.[3]
- Stallone va guanyar el pes necessari per al paper, a força d'una dieta constant de panqueques gegantes servits en una casa de panqueques locals en Nova Jersey.
- L'elenc principal (amb l'excepció de Robert Patrick), i la majoria dels personatges secundaris, són nascuts o criats a Nova York o a l'àrea metropolitana de Nova York.
- A causa del baix pressupost de la pel·lícula, tots els actors van treballar a escala de salari segons la recaptació en la taquilla.
- De Niro i Keitel havien treballat junts en tres pel·lícules anteriors: Mean Streets el 1973, Taxi Driver el 1976 i Enamorar-se el 1984.
- John Travolta, Tom Hanks i Tom Cruise van ser considerats per al paper del Xèrif Freddy Heflin.

## Crítica
- "Cop Land no és una obra perfecta, però és sòbria, intel·ligent i adulta."[4]
- "Tibant i imprevisible drama (...) Qualssevol que siguin les seves limitacions, Cop Land té talent per traspassar-les."[5]
- "Els personatges són inconsistents, hi ha massa fils solts sense aclarir, les nostres simpaties estan confuses, i hi ha una mica convincent duel final en el qual es perden les ambigüitats de la història, que havien estat bellament construïdes. (...) Puntuació: ★★ (sobre 4)."[6]
- "Mangold ha dirigit Cop Land amb el seu apassionat i audaç guió i, malgrat alguns moments allargats a l'excés, és el material més potent que Stallone s'ha trobat en el seu camí des que es va inventar com Rocky fa 21 anys. (...) Puntuació: ★★★ (sobre 4)."[7]